# Monte Carlo (Santa Catarina)
Monte Carlo é um município brasileiro do Estado de Santa Catarina, na Região Sul do país. A cidade tem uma população de 9 906 habitantes, de acordo com o censo demográfico de 2020 do Instituto Brasileiro de Geografia e Estatística (IBGE).

## História
Os antigos povos espanhóis, na companhia de jesuítas, chegaram a região de Monte Carlo por volta 1850. A região era colonizada predominantemente por caboclos, onde Joaquim Correa de Mello e sua família, vindos do Campo do Tenente, no Paraná, se fixaram ao redor das madeireiras existentes no lugar.

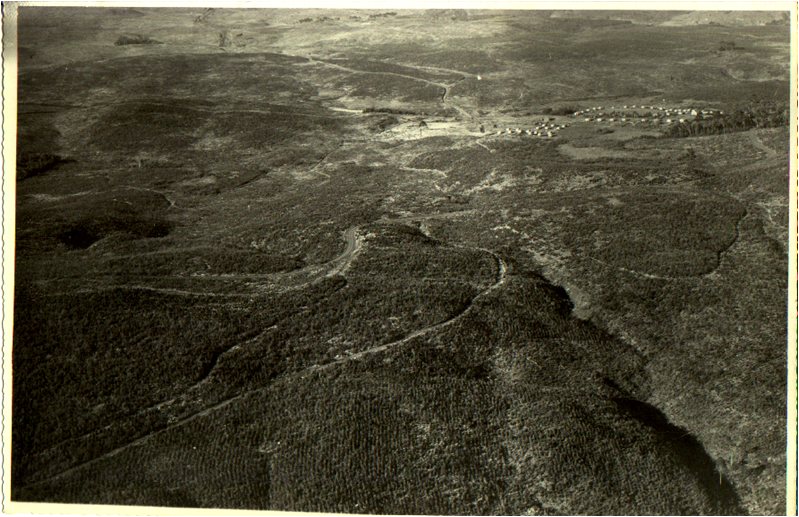

Com descendência portuguesa e nascido no Rio Grande do Sul, Joaquim adquiriu a Fazenda Velha do Espinilho, nome pelo qual Monte Carlo ficou conhecida, além de Campina do Leite e Fita Pisani. 
Localizada no lugar chamado Butiá, próximo a Taquaruçu, a região era densamente coberta por matas de araucárias e imbuias e povoada pelos índios Kaigang e Xokleng, chamados de bugres pelos brancos desbravadores. Joaquim Correa de Mello morreu em 1894 e foi enterrado no cemitério da época.
Na década de 40, a chegada das primeiras empresas madeireiras instaurou um ciclo de desenvolvimento à região. A principal indústria veio de Tangará, Santa Catarina, trazida pela família Pisani. Nelson, Carlos e Waldemar encontraram um povoado com seis casas, um boteco e uma igreja.
A família Pisani trouxe funcionários de outras cidades próximas para trabalhar na serraria e moravam em um pequeno hotel da cidade, voltando para casa somente nos finais de semana. Aos poucos, a empresa madeireira passou a construir casas para os trabalhadores, e a cidade foi sendo formada. 
Em 1963, a localidade foi declarada 12º Distrito de Campos Novos, Santa Catarina. Emancipou-se politicamente em 26 de setembro de 1991, e a instalação administrativa do município ocorreu em 1º de janeiro de 1993.

## Origem do nome
O nome Monte Carlo tem origem na visita de Carlos Pisani ao Principado de Mônaco, na Europa, onde está localizada a cidade de Monte Carlo. Para homenageá-lo, trocar a denominação Espinilho por Monte Carlo.
O caboclo, elemento humano presente na região, tem sua origem na miscigenação entre o índio (Tupi-Guarani, Kaigang e Xokleng), o branco (lusitano ou castelhano) e o negro (escravo africano). 

## Localização
Monte Carlo está dentro do espaço territorial que se chamou de Região do Contestado, palco de disputa de terras entre Paraná e Santa Catarina, encerrada em 1916. O local foi base para concentração de forças militares para o 2º ataque a Taquaruçu, em 1913, durante a Guerra do Contestado, movimento social que se transformou em conflito armado entre forças militares e a população revoltada liderada por caboclos.
Por estar situada no caminho entre Campos Novos e Taquaruçu, Espinilho era caminho para os secretários do monge José Maria. Na localidade da Vila Arlete, encontra-se uma nascente de água tida como benta e considerada de propriedades curativas pela população por ter sido abençoada pelo monge João Maria, antecessor de José Maria.

## Geografia
Localiza-se a uma latitude 27º13'22" sul e a uma longitude 50º58'47" oeste, estando a uma altitude de 942 metros. Sua população estimada em 2022 era de 9 117 habitantes.
Possui uma área de 162,785 km².

## Economia
Na década de 60, o Governo Federal regulamentou a Lei de incentivo ao Reflorestamento, que permitiu que florestas montecarlenses fossem repostas com pinus, planta exótica de procedência norte-americana que se adaptou muito bem à região sul do Brasil, com produtividade superior à existente em seu local de origem, impulsionando ainda mais a economia do município.

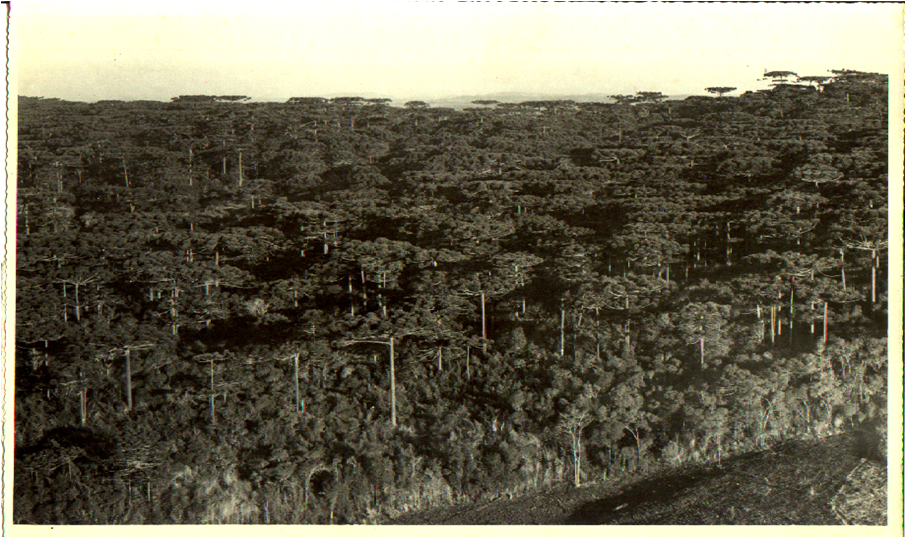

As empresas madeireiras e reflorestadora que deram origem aos atuais contornos urbanos de Monte Carlo ampliaram seu leque de atividades, além do viveiro de mudas para reflorestamento e dos próprios reflorestamentos, apostaram em industrialização da madeira, criação de suínos, pecuária de corte e de leite e iniciaram a cultura da maçã em Monte Carlo.
Com o passar dos anos, foram surgindo novos negócios, como armazéns, açougues, oficinas mecânicas, cartórios, farmácias de serviços, e foram realizados investimentos em infraestrutura escolas, ruas, bairros, usina hidrelétrica, aeroporto, meios de comunicação e transporte, igreja, associações.
Atualmente, a madeira de reflorestamento ainda é uma das principais fontes de renda de seus habitantes. Madeira de reflorestamento e fruticultura (maçã e kiwi).